# Palacio de Bellas Artes (Ciudad de México)

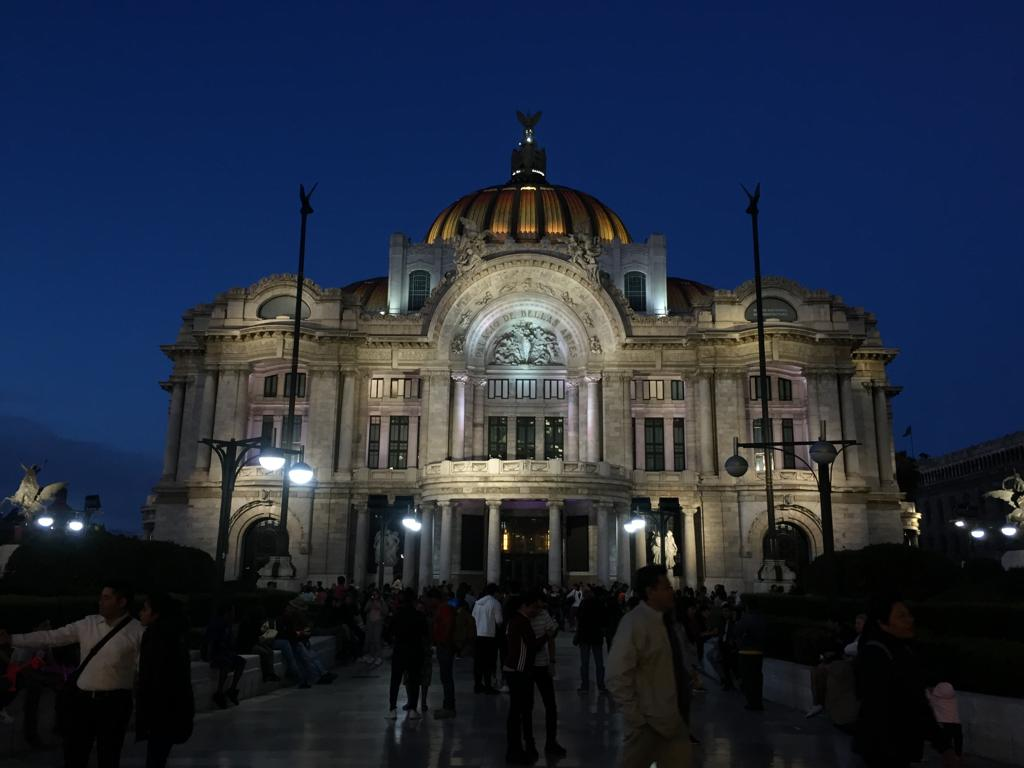
Palacio de Bellas Artes de noche.

El Palacio de Bellas Artes es un recinto cultural ubicado en el centro histórico de la Ciudad de México, considerado uno de los más importantes en la manifestación de las artes en México.
Este ha sido escenario y testigo de impactantes acontecimientos tanto artísticos, como sociales y políticos; su construcción fue iniciada hacia el final del mandato de Porfirio Díaz con motivo de la celebración del centenario del inicio de la Independencia de México; sin embargo, no fue concluido e inaugurado sino hasta el 29 de septiembre de 1934, debido a la Revolución mexicana.
Es un edificio multifuncional, por lo que alberga diversos escenarios y espacios artísticos como el Museo del Palacio de Bellas Artes y el Museo Nacional de Arquitectura. El primero exhibe de forma permanente 17 obras murales de siete artistas nacionales ejecutadas de 1928 a 1963, entre ellos Diego Rivera, David Alfaro Siqueiros y José Clemente Orozco, siendo el más antiguo en el país dedicado a la producción plástica nacional. Así también, es sede de la Orquesta Sinfónica Nacional, la Compañía Nacional de Ópera (Ópera de Bellas Artes) y del Ballet Folklórico de México de Amalia Hernández. Como institución, depende del Instituto Nacional de Bellas Artes (INBA), parte de la Secretaría de Cultura del gobierno federal. En 1987 fue declarado por la Unesco como monumento patrimonio de la humanidad.

## Historia

### Antecedentes
El proyecto que dio origen al palacio se sitúa en la preparación de los festejos del centenario del inicio de la Independencia de México, periodo en el que, entre otras acciones, el gobierno de México decidió emprender diversas obras públicas. En 1897 el gobierno de México compró a María del Carmen Alatriste Cuesta —madre de Carmen Serdán y Aquiles Serdán— el edificio del Gran Teatro Nacional, además de otras casas dispuestas en el trazo actual de la avenida Cinco de Mayo. Originalmente el ingeniero mexicano Gonzalo Garita y el arquitecto italiano Adamo Boari presentaron en 1900 proyectos a las autoridades con el fin de ampliar y remodelar el Gran Teatro Nacional, mismas que fueron aceptadas por el gobierno en mayo de 1901, trabajando Garita las ampliaciones y estructuras y Boari el trabajo de las fachadas. Por decisión gubernamental dichos proyectos cambiaron en su totalidad hacia el construir un nuevo edificio en un nuevo emplazamiento, ordenándose la demolición del Gran Teatro Nacional.

### Nuevo teatro nacional
Entre el 28 de mayo y el 27 de junio de 1901 se realizó la búsqueda de terrenos para el nuevo edificio, eligiéndose un espacio que a lo largo de la historia tuvo distintos usos. El espacio en el siglo XVI fue ocupado por el llamado tianguis de Juan Velázquez, nombre dado a un mercado asentado cerca de la casa de un indígena de ese nombre. A partir de 1601 se construiría en ese espacio el convento de Santa Isabel, mismo que fue desamortizado y desocupado tras las leyes de Reforma de 1857. El espacio comprendido entre las calles La Mariscala, Puente de San Francisco, Santa Isabel y Mirador de la Alameda (hoy llamadas avenida Hidalgo, avenida Juárez, Eje Central Lázaro Cárdenas y Ángela Peralta, respectivamente) contaba con parte de la estructura del convento, convertida en parte en distintos espacios. Entre ellos, la fábrica de seda Torcida Moreau así como viviendas precarias donde vivían obreras de la fábrica y madres solteras, entre otras personas; el Instituto Villar y la Casa Central de la Compañía Telefónica así como la sede de la Sociedad Filarmónica Francesa. El Gobierno del Distrito Federal procedió a expropiar los terrenos en donde se encontraba parte del edificio original del convento, pero utilizado por comercios y bodegas, entre otros usos. Todo fue demolido.
Boari solicitó una licencia para viajar a los Estados Unidos y a Europa, en donde obtendría más información sobre otros teatros del mundo y en tanto Garita continuó con los cálculos respectivos. El 17 de julio de 1902 fueron entregadas a las autoridades las memorias de cálculo del proyecto. El estudio preliminar de Boari se publicaría en los Anales de la Secretaría de Comunicaciones y Obras Públicas. Boari estaría en desacuerdo con trabajar con Garita y este lo acusaría de invadir su competencia profesional, por lo que abandonó el proyecto. Las autoridades, finalmente, desecharon el trabajo de Garita y se apegarían al proyecto del italiano. La estructuración del edificio fue hecha por petición de Boari al estudio estadounidense Miliken Brothers con planos y cálculos a cargo del ingeniero William H. Birkmire. Tales sistemas constructivos fueron comunes en los edificios modernizadores de la época con una estructuración en acero, el mismo estudio Milliken Brothers trabajaría con Boari en la construcción del futuro Recinto Legislativo (hoy Monumento a la Revolución).
Las obras del Palacio de Bellas Artes comenzaron el 2 de agosto de 1904. En febrero de 1905 finalizaron las excavaciones de la cimentación que se realizó entre los 2.8 y los 3.50 metros con un esfuerzo sumamente penoso para los peones que trabajaron en condiciones de humedad. Se colocó, entre otros elementos constructivos, una moderna vía férrea al exterior de la obra que ayudaba a extraer con mayor rapidez los materiales resultantes de la obra hacia dos talleres externos a la obra, uno en las inmediaciones de la obra y otro en la calle Puente de San Francisco. Se decidió que se colocara una estructura de tipo emparrillado —usada ya en la ciudad de Chicago para la cimentación de rascacielos— y una cimentación basada en un cajón reforzado con concreto y piedra tezontle.
La primera piedra del recinto fue colocada el 2 de abril de 1905 por el entonces presidente, Porfirio Díaz.
En 1906 se concluyó la plataforma de cimentación del futuro teatro y el esqueleto metálico de la mayor parte del edificio, mismo que llegó al país el 6 de junio de ese año procedente de los Estados Unidos. Dentro de su edificación se utilizaron procesos constructivos y decorativos tanto tradicionales como los considerados innovadores en su época. En tanto trabajadores realizaban la talla fina de mármoles y otros materiales, mecanismos de grúas y poleas colocaban los elementos en su sitio mediante maniobras precisas. Por otro, se avanzó en la obra del edificio basado en el uso de concreto y de novedosas estructuras de acero que permitían nuevos espacios y soluciones arquitectónicas.
El espacio frente al palacio se planeó en el proyecto de Boari como una gran plaza abierta que pretendía convertirse en un nuevo espacio que rivalizara con el Zócalo, misma que se planeó con el nombre de plaza Guardiola, dada la Casa Guardiola que se encontraba en las inmediaciones. La misma se calculó con base en disposiciones de la época que establecían una mayor amplitud en los espacios exteriores de los edificios para una mejor apreciación de sus fachadas.
El proceso de revestimiento del edificio tomó de 1907 a 1911. El arquitecto del proyecto decidió hacer una combinación de mármoles nacionales e internacionales provistos, mezclando por un lado mármol sepia claro proveniente del cerro del Tenayo en las partes bajas del palacio, y en los paños, mármol del municipio de Buenavista de Cuéllar, en el estado de Guerrero. Por otro lado las 27 columnas y las cornisas se realizarían con mármol del tipo bianco chiaro altisimo y statuario arabescato con bloques provenientes de las empresas Triscornia y Henreaux y Walton Goody and Cripps, extractora de mármol de Carrara. En 1910, año en que fue colocado el tímpano principal de la fachada del recinto.
En 1906 Boari viajó nuevamente a Europa a seleccionar los artistas y obras de los elementos decorativos del edificio, hecho que solicitó al gobierno hacerlo directamente, sin licitación de por medio. Las herrerías exteriores fueron diseñadas por Alexandro Mazucotelli, artista de Milán, y Luis Romero Soto, artista mexicano; las esculturas del programa escultórico de la fachada corrieron a cargo del escultor Leonardo Bistolfi, asentado en Turín, sitio en donde conoció en una exposición internacional al escultor húngaro Géza Maróti, quien se encargó del conjunto escultórico de la cúpula, el plafón de vidrios emplomados y bastidores de hierro donde se muestra a Apolo y las nueve musas en el monte Olimpo en la Sala Principal y un mosaico sobre el arco del proscenio con 27 figuras sobre el teatro. En tanto Agustí Querol Subirats recibió la obra de unas fuentes que se dispondrían en la plaza Guardiola así como las esculturas monumentales de cuatro pegasos. Los proyectos de artes decorativas originales no se concluyeron como se planearon originalmente, por ejemplo, el proyecto de Querol incluía dos fuentes monumentales que flanquearían la entrada, mismas que no se realizaron. El plafón y el mosaico de Maróti serían colocados hasta el 4 de junio de 1924.
Debido a problemas técnicos de hundimiento del suelo, problemas económicos, la salida de Boari del país y la Revolución mexicana, la construcción se suspendió y se reanudó varias veces durante treinta años, en vez de terminarse en los cuatro años originalmente programados.

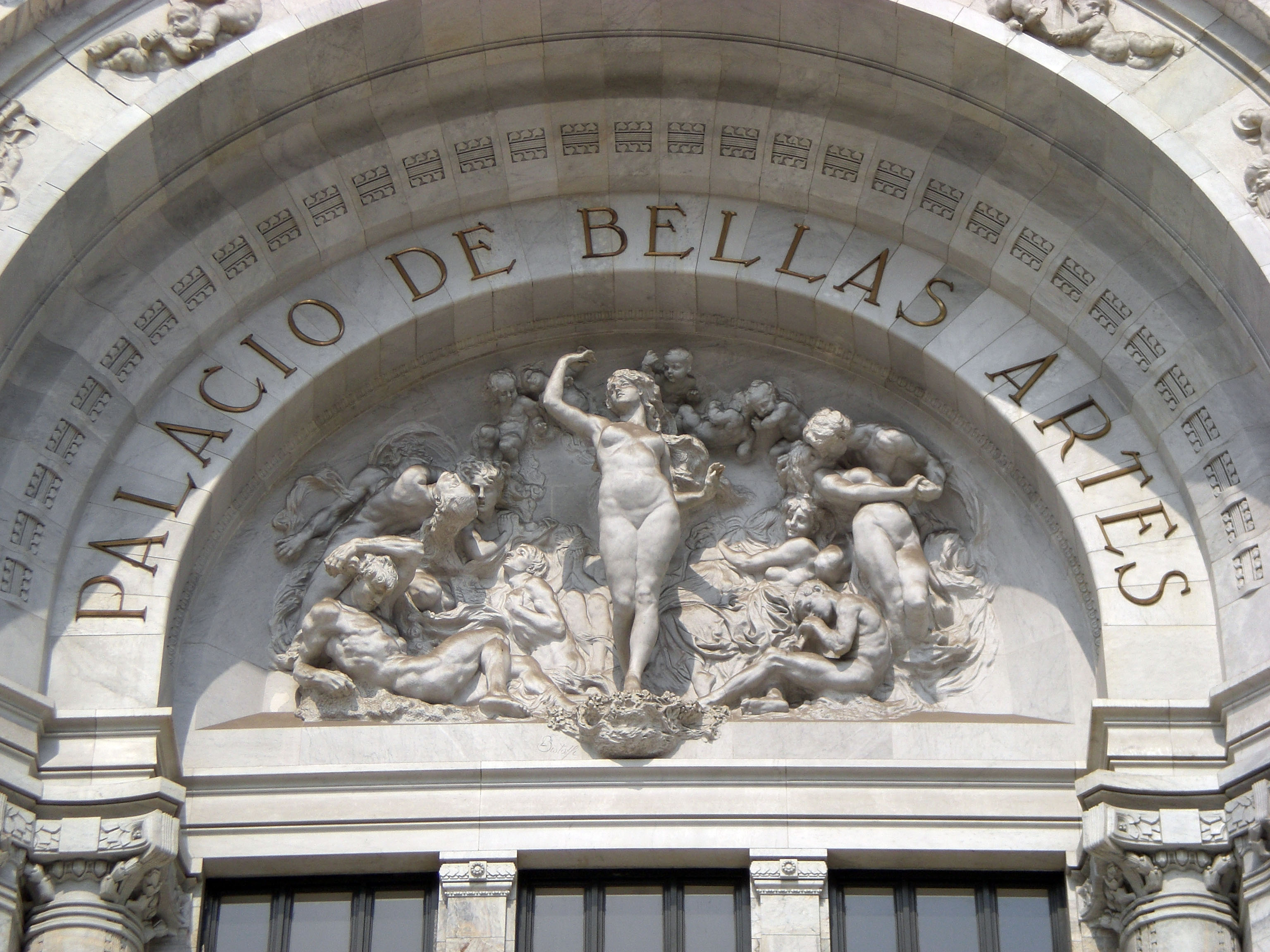
Tímpano de la fachada del palacio.

Con el estallido de la Revolución mexicana en 1910, el ritmo de la obra fue perdiendo velocidad hasta que finalmente se suspendió en 1916, Boari abandonó México y dejó en el país más de cuatro mil documentos para la continuación del proyecto. La obra se intentó retomar entre 1919 y 1928, con pocos avances.
Adamo Boari intentaría participar nuevamente en el proyecto, presentando en 1927 un proyecto de convertirlo en el Cinema México, una moderna sala de cine. El arquitecto reseñaría su obra como la más importante de su carrera, comparándola en importancia con la Ópera de París. Cuando México recuperó la estabilidad en términos económicos y sociales, la obra se reanudó en 1931 bajo el mando del arquitecto Federico Mariscal; para entonces tomó el nombre de Palacio de Bellas Artes.
El primer director de orquesta que dirigió un concierto en el teatro Nacional fue José F. Vásquez, al frente de la Compañía de Ópera Mexicana S. C. L., Pro Arte Nacional, al presentar la ópera, Atzimba, de Ricardo Castro, el 18 de septiembre de 1928.

### Inauguración
El Palacio fue inaugurado oficialmente el 29 de septiembre de 1934, por el entonces presidente Abelardo L. Rodríguez, quien era acompañado por su gabinete, el cuerpo diplomático, funcionarios públicos y los artistas Dolores del Río, Douglas Fairbanks y Ramón Novarro.con la obra teatral La verdad sospechosa, de Juan Ruiz de Alarcón, interpretada por la actriz mexicana María Tereza Montoya.

Fue develada una placa con la siguiente inscripción:
"Siendo presidente de la República el C. general Abelardo L. Rodríguez, inauguróse el 29 de septiembre de 1934 este Palacio de Bellas Artes, cuya fabricación inicióse bajo el gobierno del general Porfirio Díaz con el proyecto del arquitecto Adamo Boari, terminándose por iniciativa del ingeniero Alberto J. Pani y la ejecución del arquitecto Federico Mariscal.
Aunque se inauguró aquella noche con una gran función de gala, ya antes se habían realizado conciertos en el edificio aún no concluido. Una vez inaugurado, se procedió a realizar el Primer Festival de Cultura Mexicana, en el que destacaron los siguientes números:
- Número musical de la Orquesta Sinfónica: estreno de Llamadas, Sinfonía    proletaria, para coro y orquesta, de Carlos Chávez.
- Cantos a cargo del personal de la Secretaría de Educación Pública.
- Discursos del presidente y del jefe del Departamento de Bellas Artes, Antonio Castro Leal.
- Una función teatral del autor mexicano Juan Ruiz de Alarcón con los actores María Tereza Montoya, y dirigida por Alfredo Gómez de la Vega.

El 19 de abril de 1938 hubo una manifestación popular impulsada por sectores femeninos, a la que acudieron personas de todas las clases sociales para realizar donaciones voluntarias que ayudaran a cubrir el monto de las indemnizaciones producto de la expropiación petrolera; algunas regalaron joyas, muebles, enseres personales, ahorros infantiles, otras objetos de bajo valor, incluso una anciana llevó una gallina para ayudar a cubrir el pago de la indemnización. Aunque se lograron reunir poco más de dos millones de pesos, este era un monto realmente simbólico. Las colectas y la emisión de bonos para cubrir la indemnización a las compañías petroleras estuvieron lejos de solucionar el problema económico pero sí constituyeron movilizaciones impresionantes de la opinión pública en apoyo a la situación.
La construcción de este gran edificio propició la fundación, en 1946, del Instituto Nacional de Bellas Artes (INBA) por parte del gobierno de México, según decreto presidencial de Miguel Alemán Valdés; es desde entonces un organismo desconcentrado de la Secretaría de Cultura del gobierno de México. Inició operaciones como instituto gubernamental con su propia ley orgánica el 1 de enero de 1947, como un instituto dedicado a las artes del siglo XX en México.

## Arquitectura y distribución

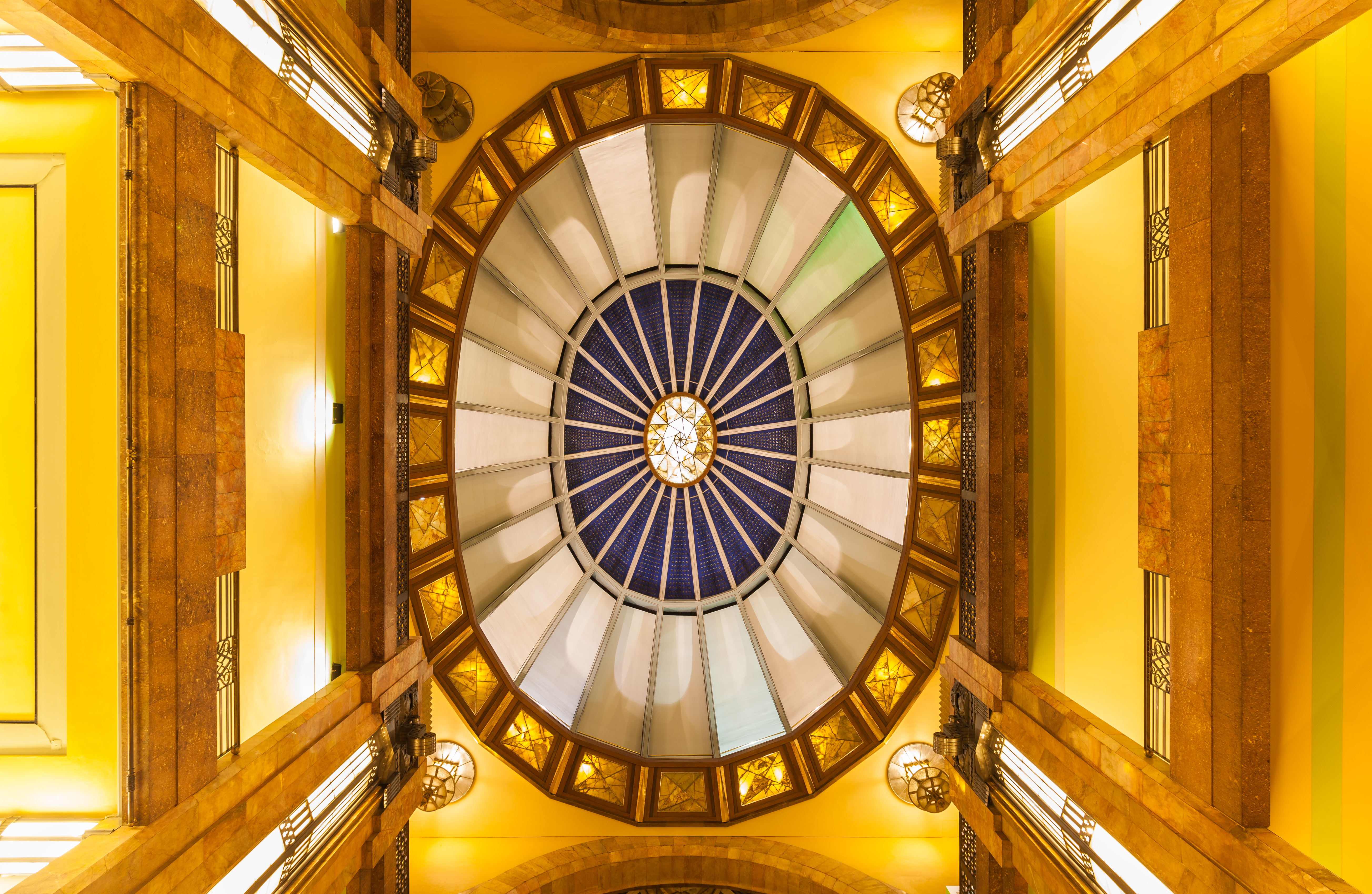
Vista interior de la cúpula.

La altura del edificio es de 53 metros hasta el espiral y 42,5 m hasta el techo. Cuenta con 4 pisos y un estacionamiento subterráneo. Debido a la diferencia en las épocas de inicio y construcción, el palacio tiene varios estilos arquitectónicos predominando el art nouveau en su exterior y el art decó en el interior. 

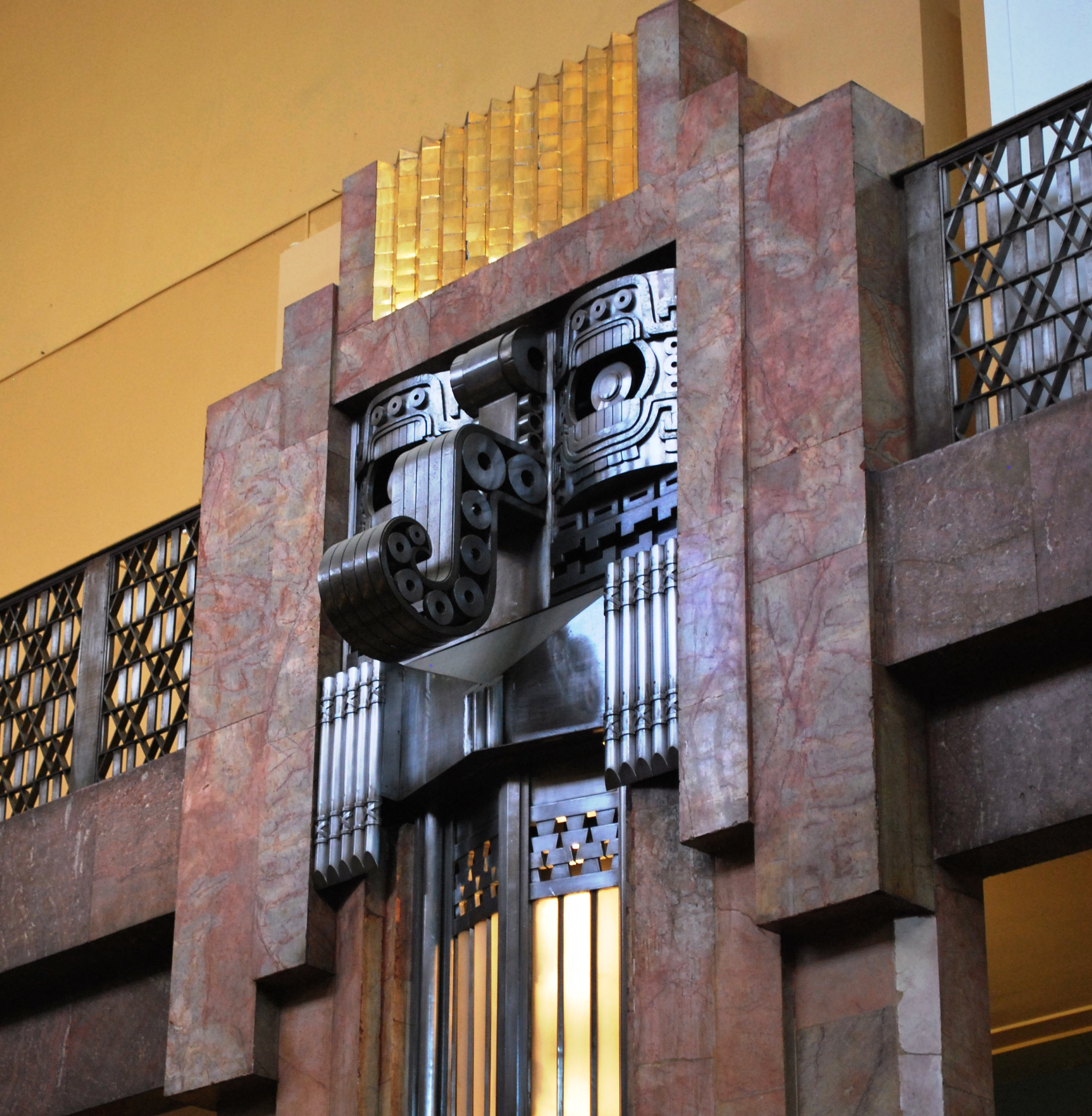
Representación art decó del dios Chaac en un panel de luz.

El palacio está asentado sobre una peculiar arcilla llamada montmorillonita y esto provoca un continuo hundimiento del palacio. El hundimiento del suelo comenzó a manifestarse en 1907 y para 1921 ya se había hundido más de 1.80 metros. Hasta la fecha se puede apreciar este fenómeno, pues el palacio se encuentra varios metros por debajo del nivel de la calle. La fachada principal, que da a la avenida Juárez, está hecha de mármol de Carrara. En el interior del portal hay esculturas del italiano Leonardo Bistolfi, consiste en "Armonía", rodeada de "Dolor", "", "Felicidad", "Paz" y "Amor". Otra parte de la fachada contiene querubines y esculturas que representan la música y la inspiración. En el frente de la plaza del edificio, diseñado por Boari, hay cuatro esculturas de Pegaso que fueron hechas por el catalán Agustí Querol Subirats, éstas habían estado en el Zócalo antes de ser traídas aquí. El techo que cubre el centro del edificio está hecho de cristal diseñado por el húngaro Géza Maróti y representa las musas con Apolo. Una estructura del palacio que desapareció es la Pérgola que se encontraba en el costado poniente del palacio, en la Alameda Central. Fue construida para albergar exhibiciones pictóricas para las celebraciones de 1910 y durante décadas alojó una librería siendo demolida en 1973. En 1982 se realizaron obras para la construcción de un estacionamiento subterráneo.

### Sala principal

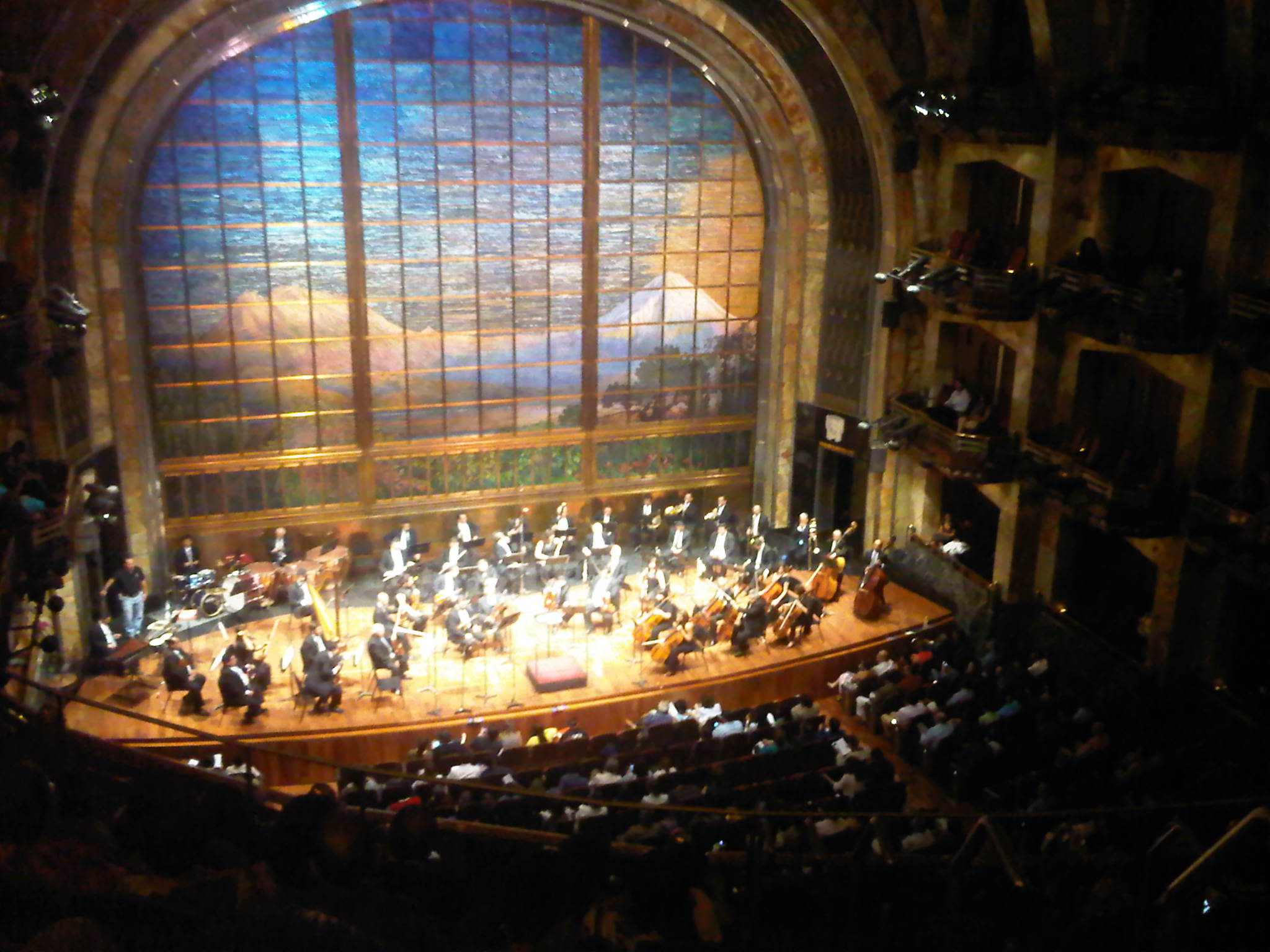
El telón de cristal del Palacio de Bellas Artes fue exhibido en México por primera vez el 20 de enero de 1911.

Cuenta con aforo para 1590 personas y un escenario con una boca de escena de 14.2 metros de longitud. En él se encuentra el gran telón-vitral anti fuego (único en el mundo dentro de un teatro de ópera) con la imagen del paisaje del Valle de México, con los volcanes Popocatépetl e Iztaccíhuatl. Este telón fue comisionado a la Casa Tiffany de Nueva York a modo de un enorme rompecabezas. Está conformado "por 206 tableros de 0.90 m2 cada uno y cerca de un millón de piezas de cristal opalescente. Mide alrededor de 12.5 metros de alto por 14.5 metros de ancho, con un espesor de 32 centímetros. Su peso es de cerca de 22 toneladas". El telón es de una sola pieza y tarda 90 segundos en alzarse. Mientras no se encuentra en uso, se resguarda en una bóveda en la parte superior del escenario.
En el techo de la sala se encuentra la lámpara de cristales, que fue diseñada por el húngaro Geza Marotti y en la que se representa al dios griego Apolo rodeado de las musas de las artes. La Orquesta Sinfónica Nacional, la Compañía Nacional de Teatro, la Compañía Nacional de Ópera y la Compañía Nacional de Danza presentan sus temporadas regulares en este recinto.

### Sala Manuel M. Ponce
Es la segunda en importancia y en número de actividades. En ella se ofrecen actividades literarias, musicales, operísticas y exposiciones, entre otras. Se ubica en el primer piso, del lado oriente. Su nombre conmemora al compositor mexicano de igual nombre.

### Sala Adamo Boari
En ella se realizan actividades como presentaciones editoriales, exposiciones y conferencias. Se ubica bajo el vestíbulo de la sala principal, del lado poniente.

### Museo del Palacio de Bellas Artes
El Museo del Palacio de Bellas Artes (MPBA) es la organización que se encarga de los murales permanentes y otras obras de arte en el edificio, además de organizar exhibiciones temporales. Estas exhibiciones cubren una amplia gama de medios y presentan artistas mexicanos e internacionales, centrándose en artistas clásicos y contemporáneos.
El propósito principal del MPBA es acercar al público a una variedad de discursos visuales modernos y contemporáneos de relevancia nacional e internacional, que integran desde la fotografía, la pintura, el arte objeto, la gráfica y la escultura hasta la arquitectura y el urbanismo; tanto de valores reconocidos en el mundo entero, como nuevas propuestas en el arte.

El MPBA se plantea como un espacio de reflexión sobre el arte moderno y contemporáneo, con exposiciones de calidad que contribuyan al cuestionamiento de conceptos tradicionales y generen aportaciones críticas, acordes al concepto integral de un museo de nuestros días.

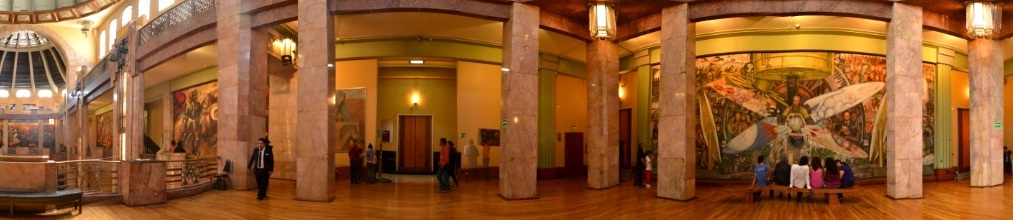
Museo del Palacio de Bellas Artes.

### Historia
El antecedente de preservar el patrimonio cultural se dio tras la Independencia, cuando el ministro de Relaciones Interiores y Exteriores, Lucas Alamán, propuso a los congresistas la fundación de un museo para evitar “la dispersión y pérdida de la antigüedad cultural mexicana”.: 147  Así, en 1825 nació el Museo Nacional de México. Su relevancia consistió en la colección de piezas representativas mexicanas, para lo que se reunieron “testimonios históricos, antropológicos, arqueológicos y etnográficos, en su condición de patrimonio nacional”.
En su inicio, el Museo se instaló en un salón de la Universidad Nacional y Pontificia. Para reunir su colección de historia natural se reunieron donaciones de particulares, mientras que para la colección de historia se otorgaron piezas arqueológicas halladas en la plaza Mayor de la Ciudad de México. La colección del Museo Nacional se formó por medio de adquisiciones y donaciones, como los códices y documentos de Lorenzo Boturini, dibujos, manuscritos y antigüedades del Seminario de Minería, de las colecciones de Guillermo Dupaix y el dibujante José Luciano Castañeda, antigüedades mexicanas y diversos objetos propios de la nación. Seis años después, el museo se dividió oficialmente en tres ramas: antigüedades, historia natural, jardín botánico, y productos de la industria. Con base en la inestabilidad política de mediados del siglo XIX, y la lucha entre el bando de liberales y conservadores, el museo sufrió varios cambios: su nombre a Museo Nacional, aumento de sus colecciones y el cambio de clasificación y catalogación.
En 1926, Ignacio Icaza, director del museo, propuso que
monumentos mexicanos formaran parte del acervo; para 1932 ya había obtenido doscientos monumentos jeroglíficos.: 148  Aunque la organización del acervo fue deficiente y el guion curatorial inexistente, la recopilación de estos objetos por parte del Estado fue el núcleo de la colección del MPBA y posteriormente de los museos modernos.
El Museo Nacional de Artes Plásticas (MNAP) dentro del Palacio de Bellas Artes fue creado con la idea de formar un recinto expositivo que albergara la colección del Museo Nacional de 1825, la Academia de San Carlos y las nuevas adquisiciones: “constaba de varias lozas prehispánicas, cuadros novohispanos y los recientes murales de Siqueiros, Rivera y Orozco en las galerías exteriores”.
El acto inaugural del 18 de septiembre de 1947 fue presidido por el presidente Miguel Alemán Valdés; Manuel Gual Vidal, secretario de Educación Pública; Agustín García López, secretario de Comunicaciones; Manuel Ramírez Vázquez, secretario de Trabajo; Manuel Tello Baurraud, secretario de Relaciones Exteriores; Carlos Chávez, director del INBA; Julio Castellanos, jefe del Departamento de Artes Plásticas; Fernando Gamboa, sucesor de este último; Julio Prieto; Diego Rivera; David Alfaro Siqueiros; José Clemente Orozco; Roberto Montenegro; José Chávez Morado, y distinguidas personalidades de la cultura.
En 1958, por la existencia de controversias en el INBAL, se determinó que el MNAP cambiaría su nombre por el de Museo Nacional Moderno con la idea de hacer de México un centro difusor del arte en América Latina. En 1964 se traslada a las calles de Reforma y Gandhi con el nombre de Museo de Arte Moderno. A partir de 1968, las salas de exhibición se conocen como Museo del Palacio de Bellas Artes.
- Murales

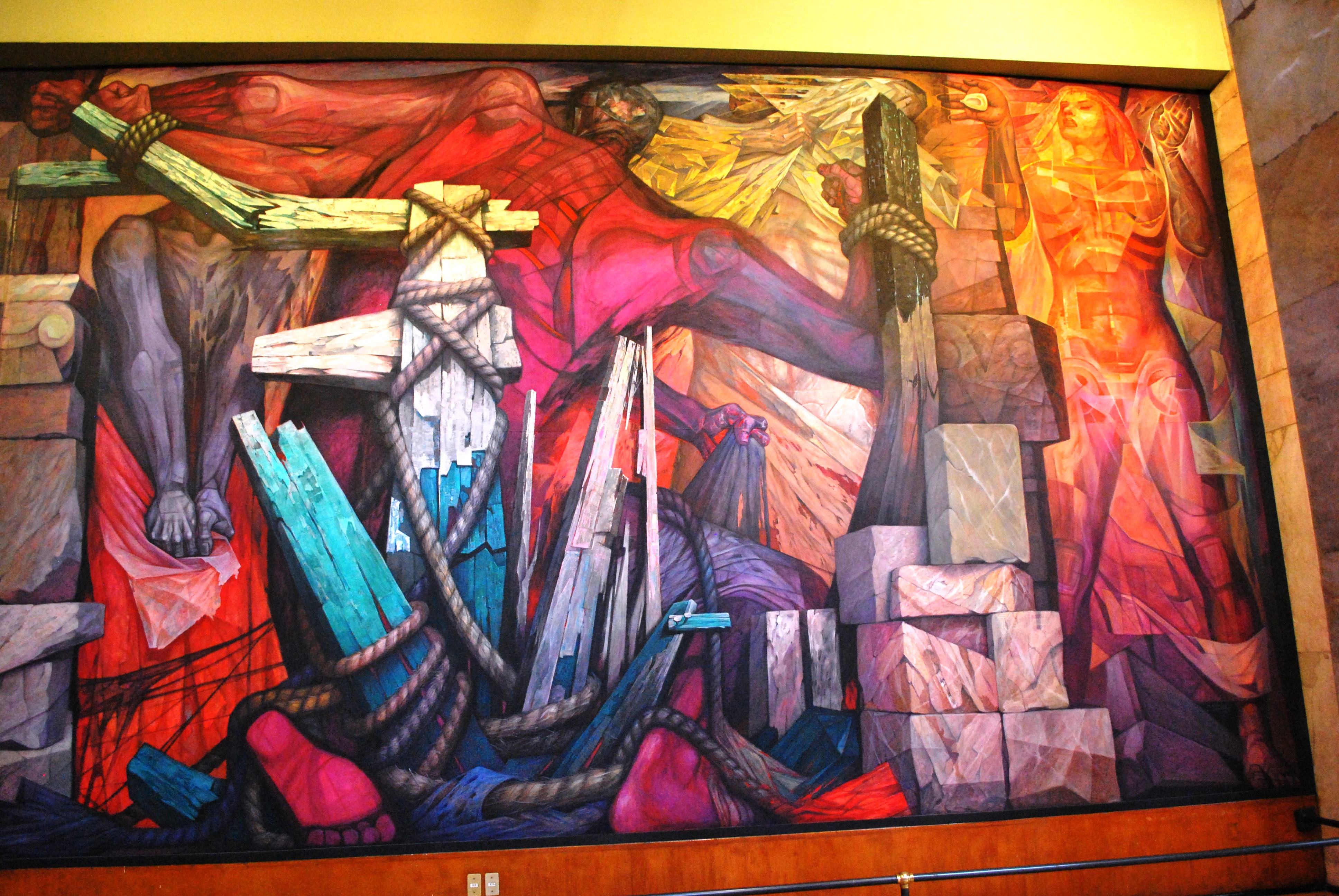
Liberación o La humanidad se libera de la miseria, 1963, Jorge González Camarena.

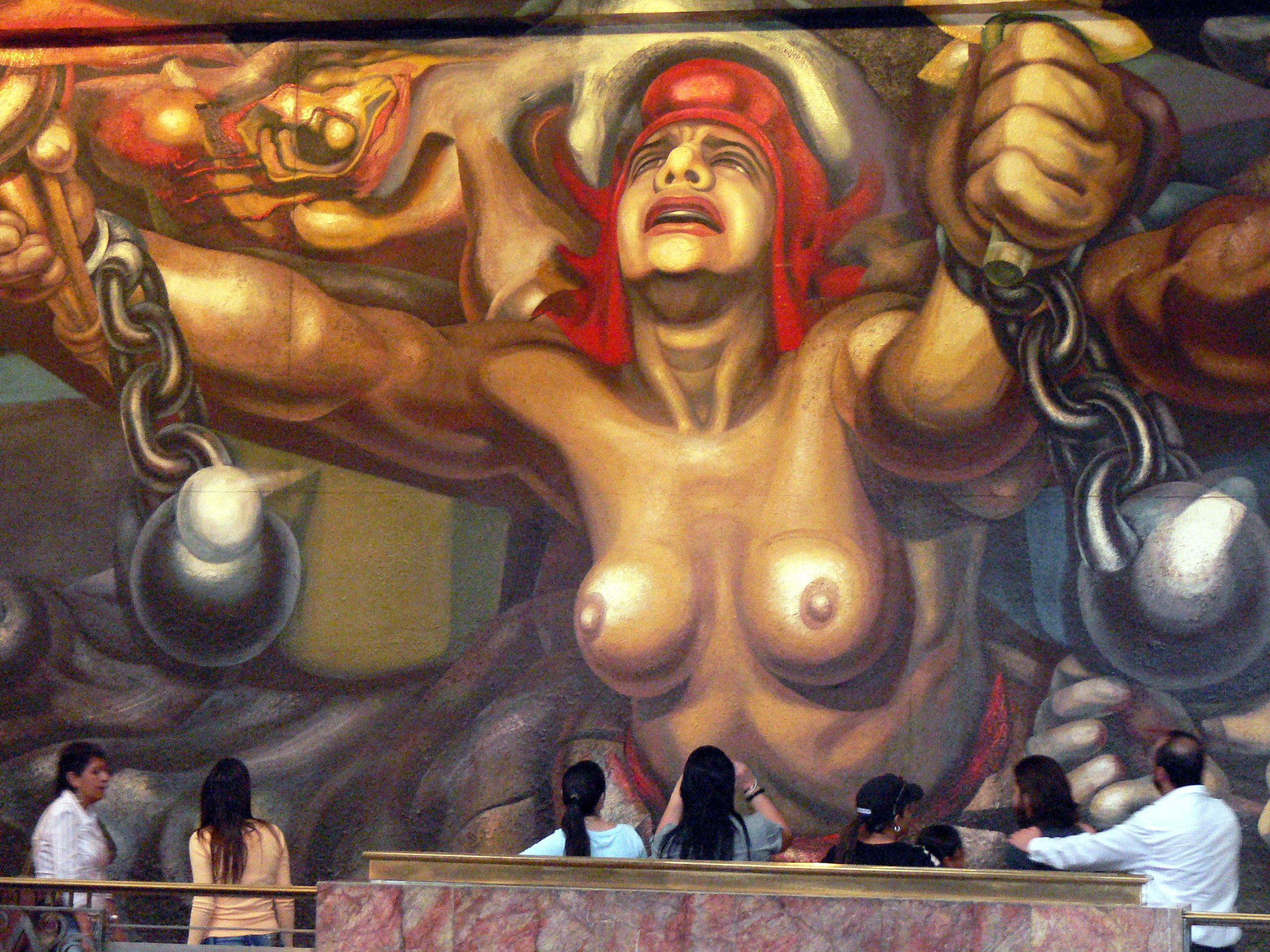
La nueva democracia, 1945, David Alfaro Siqueiros.

Los pisos entre la planta baja y el piso superior están dominados por una serie de murales pintados por la mayoría de los nombres famosos del muralismo mexicano. En el segundo piso se encuentran dos obras de principios de 1950 de Rufino Tamayo: México de hoy y Nacimiento de la nacionalidad, una representación simbólica de la creación del mestizo (persona de ascendencia indígena y española mixta) identidad. En el extremo oeste del tercer piso está El hombre controlador del universo, encargado originalmente por el Centro Rockefeller de Nueva York en 1933. El mural muestra una variedad de temas tecnológicos y sociales (como los descubrimientos posibilitados por microscopios y telescopios) y fue controvertido por su inclusión de Lenin y un desfile soviético del primero de mayo. Los Rockefeller no estaban contentos con la pintura y el trabajo incompleto finalmente fue destruido y pintado. Diego Rivera lo recreó aquí en 1934. En el lado norte del tercer piso se encuentran La nueva democracía de David Alfaro Siqueiros y el Carnaval de la vida mexicana (cuatro partes) de Rivera; al este se encuentra La catarsis de José Clemente Orozco, que representa el conflicto entre los aspectos "sociales" y "naturales" de la humanidad.

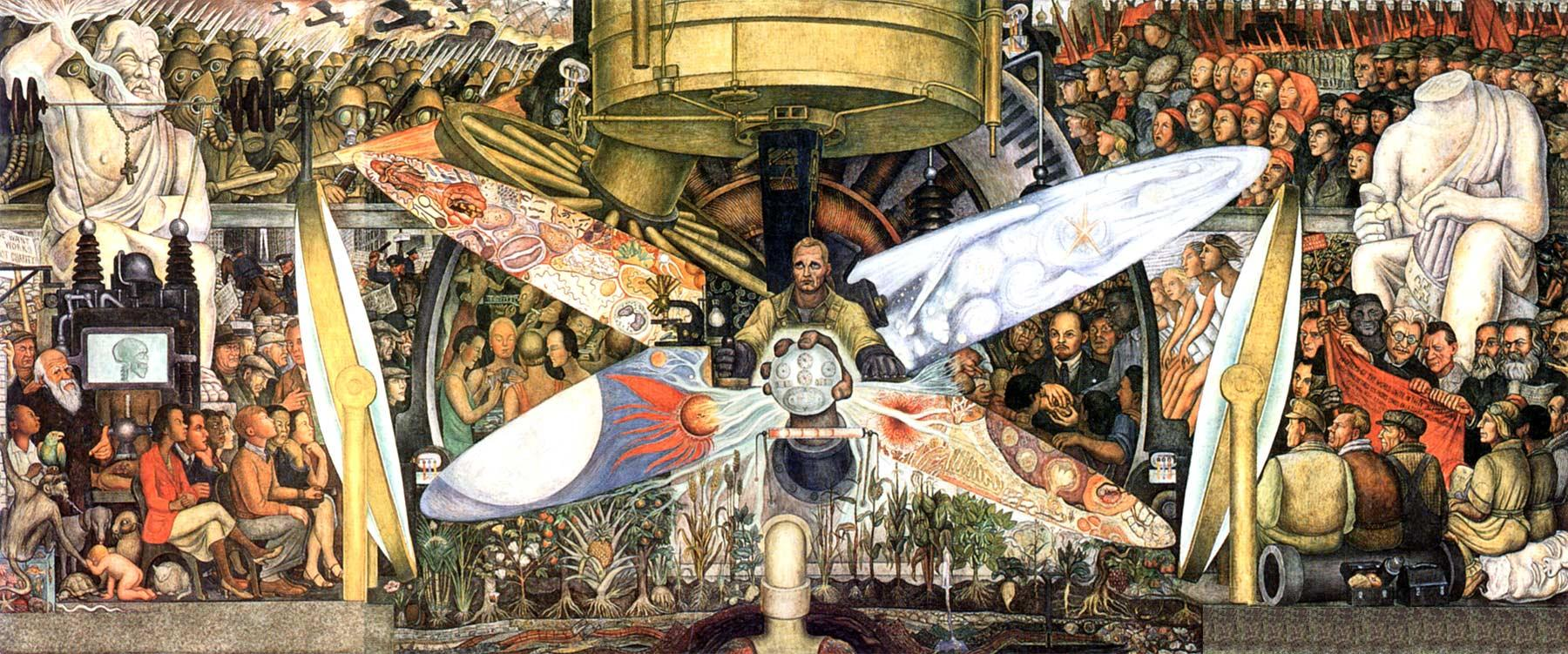
El hombre controlador del universo, 1934, Diego Rivera.

### Museo Nacional de Arquitectura
El Museo Nacional de Arquitectura ocupa el último piso del edificio, cubierto por un techo de vidrio y hierro. Contiene exposiciones de reconocidos arquitectos mexicanos, incluyendo modelos, planos y fotografías de obras importantes. Este museo también organiza exhibiciones temporales de sus colecciones en otras instalaciones. El objetivo es exponer al público mexicano al rico patrimonio arquitectónico del país. Algunos de los principales arquitectos presentados en el museo incluyen a Jaime Ortiz Monasterio, Carlos Mijares Bracho, Adamo Boari y Luis Barragán. El museo está dividido en cuatro secciones llamadas "Arquitectura-contrastes: Jaime Ortiz Monasterio y Carlos Mijares Bracho", "Corpus Urbanístico de la Ciudad de México", "Teatro Nacional de México (Plano original)" y "Teatro Nacional de México". También hay exposiciones temporales sobre arquitectura contemporánea.

### Rincón del tiempo
Materiales fotográficos, documentales y sonoros, así como objetos, entre otros, se presentan en exposiciones preparadas por el acervo histórico del recinto, para brindar al visitante la oportunidad de conocer la riqueza de la historia del Palacio de Bellas Artes.

## Acontecimientos, estrenos y ceremonias

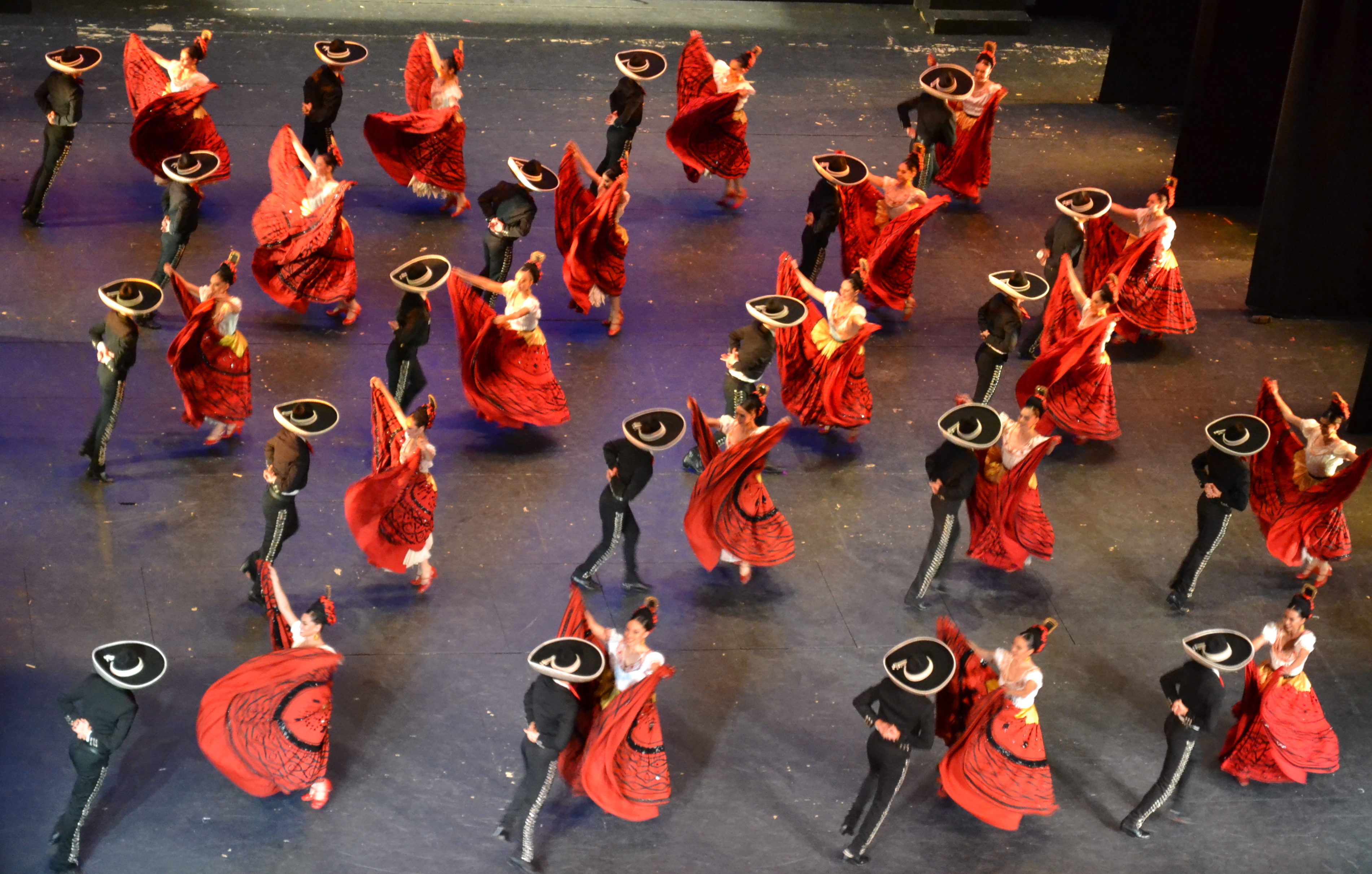
Ballet Folklórico de México de Amalia Hernández en la Sala Principal, 2016

Su escenario ha presentado una gran cantidad de producciones, personalidades y compañías de los más diversos ámbitos: María Tereza Montoya, Zubin Mehta, Luciano Pavarotti, Plácido Domingo, Teresa Berganza, Birgit Nilsson, Marilyn Horne, Alexander Kipnis, Mstislav Rostropóvic, Rudolf Nuréyev, Juan Gabriel, entre otros. El 23 de mayo de 1950 se presentó María Callas, cantando Norma; ahí también se realizó la célebre función de Aída en la cual la soprano intercaló un célebre mi bemol al final del segundo acto de dicha ópera. La grabación de ese momento ha pasado a la historia. Callas cantó en este escenario las dos únicas funciones de Rigoletto que dio en su vida. Las grandes orquestas del mundo también se han presentado ahí, como las orquestas filarmónicas de Londres, Nueva York, Viena, Moscú, Los Ángeles, la Real Filarmónica de Londres, la célebre Orquesta de la Juventud Venezolana Simón Bolívar, la Orquesta de París, la de Filadelfia, la Staatskapelle de Dresde, la Sinfónica de Montreal, y las Nacionales de España y China, entre otras. Sus espectáculos son muy variados, ya que se ha presentado música popular, jazz, danza tradicional e incluso ballet y, por supuesto, ópera, e incluso Les Luthiers. Lola Beltrán fue la primera intérprete de música ranchera en cantar con mariachi en este recinto, con más de 17 presentaciones seguida de Juan Gabriel. Ambas presentaciones fueron criticadas.
Este escenario también albergó las tomas de posesión como presidentes de México de Miguel Alemán (1946), Adolfo Ruiz Cortines (1952), Adolfo López Mateos (1958) y Gustavo Díaz Ordaz (1964).

### Óperas estrenadas mundialmente
* Tabaré, ópera de Heliodoro Oseguera basada en el poema homónimo de Juan Zorrilla de San Martín, estrenada el 31 de agosto de 1935.
* Tonatiu, ópera de Manuel Camacho Vega, estrenada el 11 de enero de 1940.
* La mulata de Córdoba, ópera en un acto con libreto de Xavier Villaurrutia y música de José Pablo Moncayo, estrenada el 23 de octubre de 1948.
* Elena, ópera en un acto con libreto de Francisco Zendejas y música de Eduardo Hernández Moncada, estrenada el 23 de octubre de 1948.
* Carlota, ópera en un acto con libreto de Francisco Zendejas y música de Luis Sandi, estrenada el 23 de octubre de 1948.
* El último sueño, ópera en un acto y tres cuadros con libreto de Manuel M. Bermejo y música de José F. Vásquez, estrenada el 28 de mayo de 1961.
* Severino, ópera en un acto con libreto original en portugués de João Cabral de Melo Neto traducido por el compositor de la música, Salvador Moreno Manzano, estrenada el 28 de junio de 1961.
* Misa de seis, ópera en un acto con libreto de Emilio Carballido y música de Carlos Jiménez Mabarak, estrenada el 21 de junio de 1962.
* La señora en su balcón, ópera en dos actos con libreto de Elena Garro y música de Luis Sandi, estrenada el 2 de junio de 1964.
* La mujer y su sombra, ópera en un acto basada en una obra de Paul Claudel traducida, adaptada y puesta en metro musical por Miguel Alcázar y estrenada el 12 de abril de 1981.
* La Güera, ópera en tres actos con libreto de Julio Alejandro y música de Carlos Jiménez Mabarak, estrenada el 26 de septiembre de 1982.
* Orestes parte, ópera en dos actos con libreto de José Ramón Enríquez y música de Federico Ibarra, estrenada el 5 de julio de 1987.
* Aura, ópera en un acto con libreto de Juan Tovar y música de Mario Lavista, estrenada el 13 de abril de 1989.
* Alicia, ópera en dos actos con libreto de José Ramón Enríquez y música de Federico Ibarra, estrenada el 9 de julio de 1995.
* El juego de los insectos, ópera en dos actos con libreto de Verónica Musalem y música de Federico Ibarra, estrenada el 8 de julio de 2009.

### Homenajes luctuosos

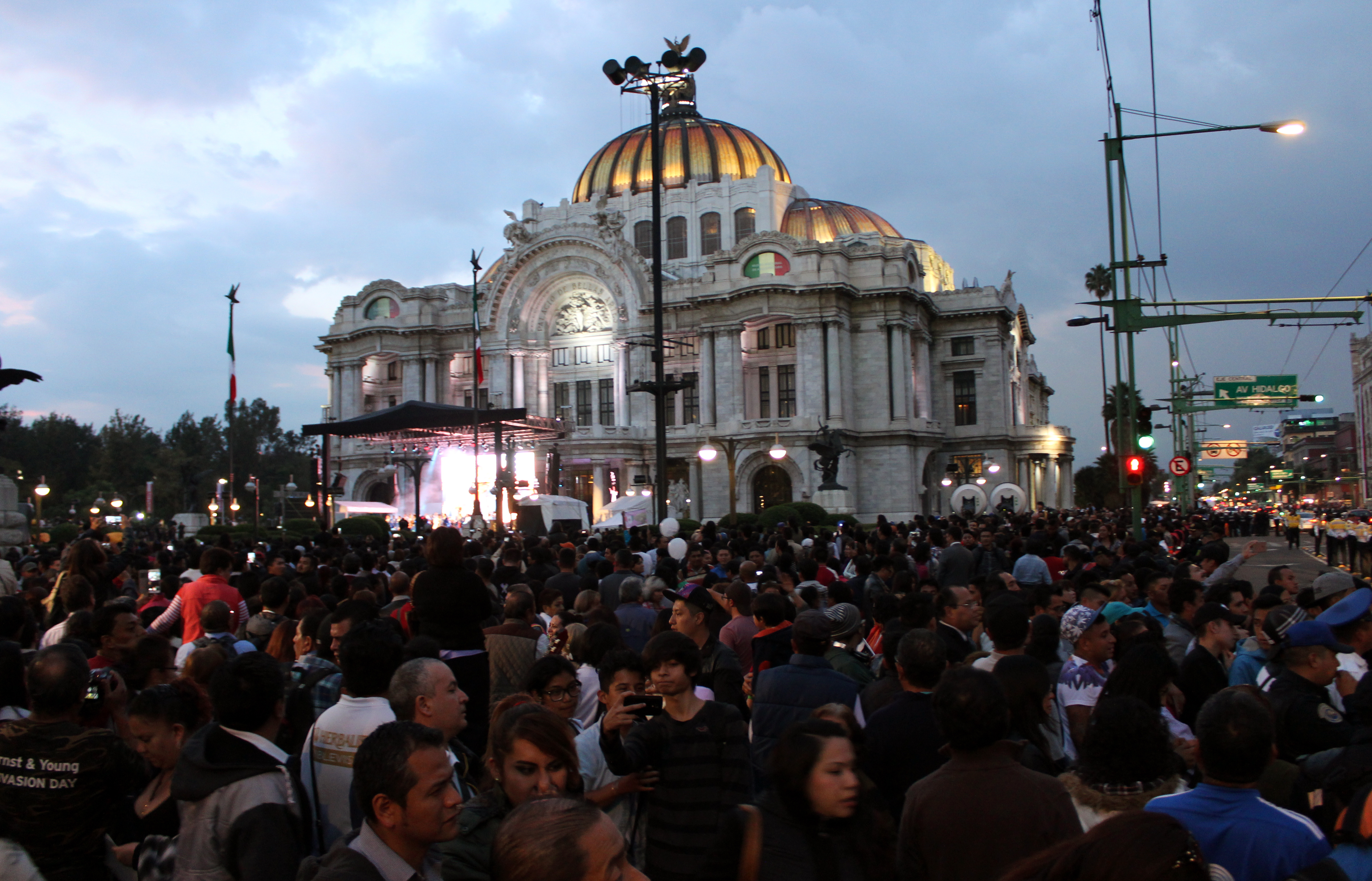
Funerales de Juan Gabriel en el palacio, 2016.

El Palacio de Bellas Artes también ha sido un escenario para la solemnidad y el homenaje para el duelo en funerales de personalidades de las artes y la cultura, que por su trayectoria y contribución a las distintas disciplinas han sido distinguidos con dicho acto. En total han sido 65 personajes quienes han recibido homenajes luctuosos en el magno recinto. El primero fue el muralista José Clemente Orozco en 1949. Los siguientes son algunos personajes que recibieron un homenaje de cuerpo presente en este lugar:
- José Clemente Orozco; 1949
- Virginia Fábregas; 1950
- Frida Kahlo; 1954
- Diego Rivera; 1957
- María Tereza Montoya; 1970
- Agustín Lara; 1970
- David Alfaro Siqueiros; 1974
- Rosario Castellanos; 1974
- Jorge González Camarena; 1980
- Juan Rulfo; 1986
- Rufino Tamayo; 1991
- Mario Moreno Cantinflas; 1993
- Lola Beltrán; 1996
- Gabriel Figueroa; 1997
- Octavio Paz; 1998
- Amalia Hernández; 2000
- María Félix; 2002
- Consuelo Velázquez; 2005
- Raúl Anguiano; 2006
- Miguel Aceves Mejía; 2006
- Andrés Henestrosa; 2008
- Carlos Monsiváis; 2010
- Roberto Cantoral; 2010
- Alí Chumacero; 2010
- Leonora Carrington; 2011
- Pedro Armendáriz Jr; 2011
- Carlos Fuentes; 2012
- Chavela Vargas; 2012
- Ernesto de la Peña; 2012
- Joaquín Cordero; 2013
- Carmen Montejo; 2013
- José Emilio Pacheco; 2014
- Gabriel García Márquez; 2014
- Vicente Leñero; 2014
- Juan Gabriel; 2016
- José Luis Cuevas; 2017
- Fernando del Paso; 2018
- Rafael Coronel; 2019
- Miguel León Portilla; 2019
- José José; 2019
- Gilberto Aceves Navarro; 2019
- Mario Lavista; 2021[25][26]
- Héctor Bonilla; 2022
- Federico Silva; 2022
- Ignacio López Tarso; 2023
- Silvia Pinal; 2024

## Mantenimiento y controversia
El 4 de abril de 2009 se anunció que Teresa Vicencio sustituiría a María Teresa Franco en la dirección del Palacio de Bellas Artes. Con esta decisión, Teresa Vicencio quedó al frente de la remodelación que se realizaba en aquel momento, su decisión fue quitar a los arquitectos encargados del proyecto, nombrar a otros y autorizar la intervención de la sala, la cual se había prohibido para respetar las convenciones internacionales de restauración de teatros antiguos dispuestas por la UNESCO.
El 19 de noviembre de 2010 se realizó una ceremonia de reinauguración de la sala principal de espectáculos después de una intervención de tres años que costó 700 millones de pesos. La remodelación fue anunciada como una modernización de la mecánica del escenario, pero la realidad mostró que, sin publicarlo, las autoridades intervinieron la arquitectura y estilo de la sala principal de espectáculos. Tal intervención, destruyó una gran parte de la unidad estilística en art déco que caracterizaba al recinto. El piso de la platea, constituido por una amplia superficie con un declive hasta el foso de orquesta para propiciar la acústica fue cambiado por escalones que con sus ángulos destruyen la acústica. La destrucción de la acústica impuso la necesidad de la instalación de un sistema electrónico de ampliación de sonido. El nuevo piso se recubrió con madera de color claro, que no corresponde con el estilo en que fue diseñada originalmente la sala. Los palcos se hicieron pequeños recubriendo sus paredes de mármol con madera de nogal, un elemento completamente ajeno a la decoración histórica. También se cambiaron las puertas en estilo art déco por puertas modernas. Tal intervención destruyó la arquitectura de los palcos. Los balcones, los antepechos del primero, segundo y tercer pisos, y los palcos de honor fueron cubiertos en su totalidad con madera de nogal. Las grandes puertas de acceso a la sala se retiraron y se pusieron en su lugar puertas modernas. Muchos elementos decorativos art déco en las puertas y los balcones desaparecieron, se retiraron o simplemente ya no son identificables. Se construyó una cabina de sonido al fondo de la platea en un estilo moderno. Todos estos cambios tuvieron como consecuencia una reducción de casi 400 butacas.
La remodelación destruyó la arquitectura y decoración art déco de la sala principal del Palacio de Bellas Artes. Los periódicos denunciaron que Teresa Vicencio contrató una compañía privada para restaurar el vitral "Apolo y las musas". Los restauradores profesionales comprobaron que la obra maestra de Tiffany fue dañada. A toda esta destrucción se estableció que no se cumplieron las normas mínimas de seguridad. En la platea se quitaron tres pasillos, se cambió la disposición de las butacas, se clausuró la puerta central construyendo una cabina de sonido fuera de estilo y sacrificando 16 filas de butacas, el material con el que se recubrieron las antepecheras y los palcos resultó ser altamente inflamable. De los palcos penden cables que en cualquier momento pueden provocar incendios. La distribución de los escalones en los pisos segundo y tercero fue alterada de tal modo que los escalones no corresponden con las gradas de las filas. Se construyeron seis grandes luminarias del techo que representan un peligro mayor en caso de un siniestro. El 30 de diciembre de 2010 se anunció que ICOMOS interpondrá en París ante el Centro del Patrimonio Mundial de la UNESCO una denuncia en contra del gobierno mexicano por perpetrar graves atentados contra el inmueble cultural. Tal denuncia podría costarle a Ciudad de México el título de Patrimonio de la Humanidad como consecuencia de la constante destrucción de arquitectura patrimonial que se realiza en México. El arquitecto Víctor Jiménez, autor de varios estudios sobre el Palacio de Bellas Artes ha publicado artículos en los que ofrece, desde un punto de vista de profesional de la arquitectura y conocedor del monumento, un resumen de los daños sucedidos. En la revista especializada "Litroal-e" (2012, no. 5) ofrece una síntesis del proceso de destrucción de la sala de espectáculos.

## Galería

Selección de vistas del Palacio de Bellas Artes
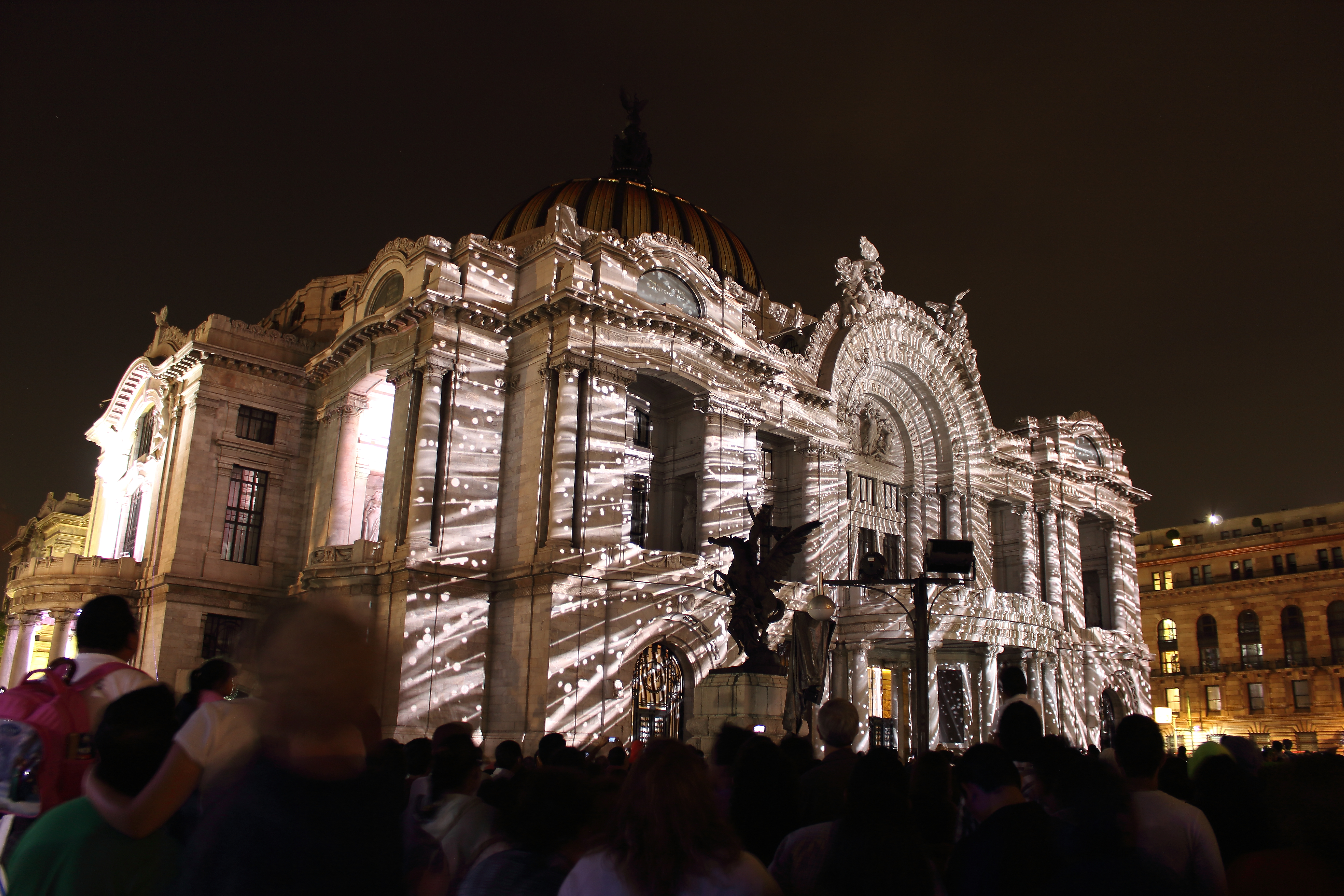
Palacio de Bellas Artes durante el festival de las luces 2015.
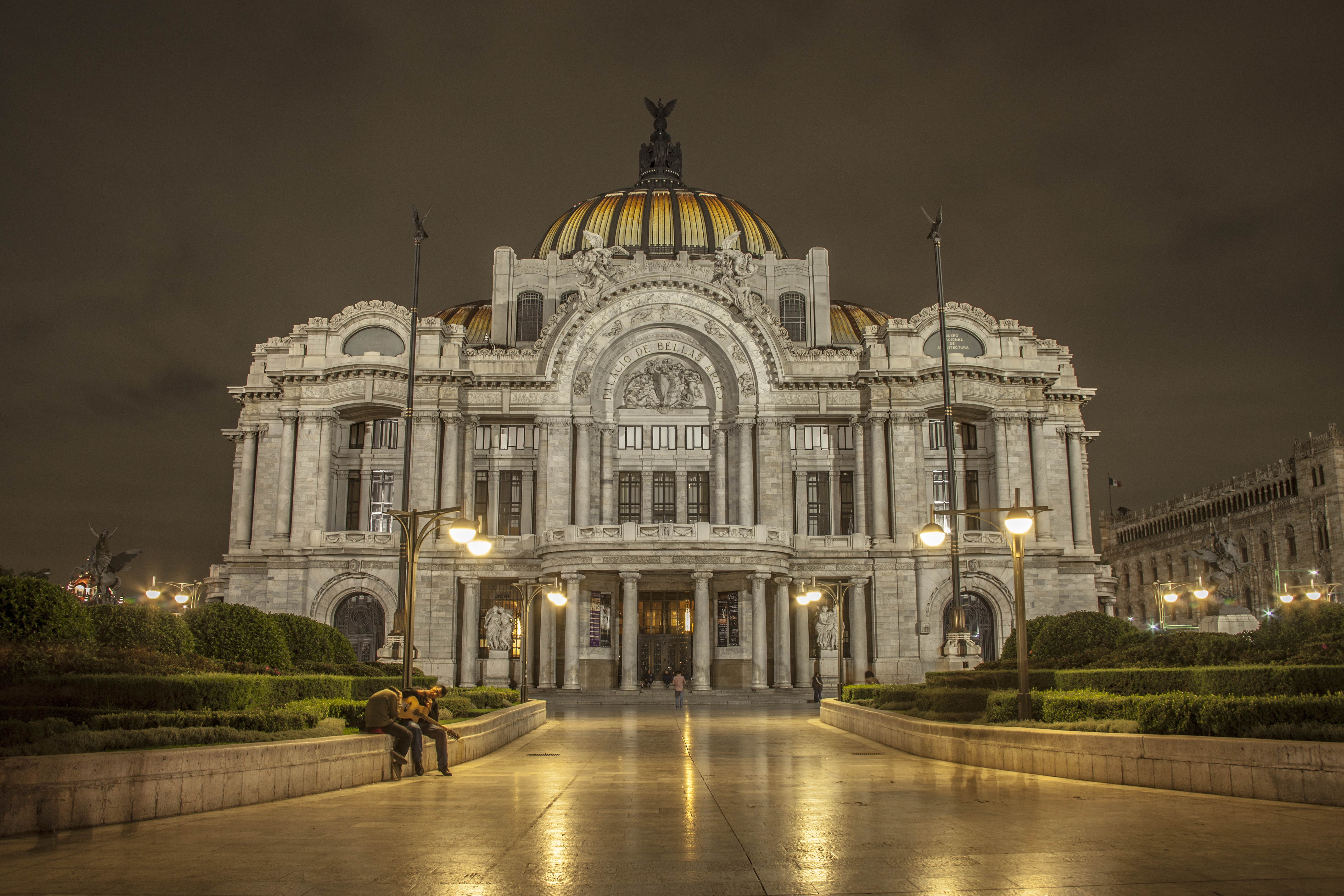
Vista nocturna.
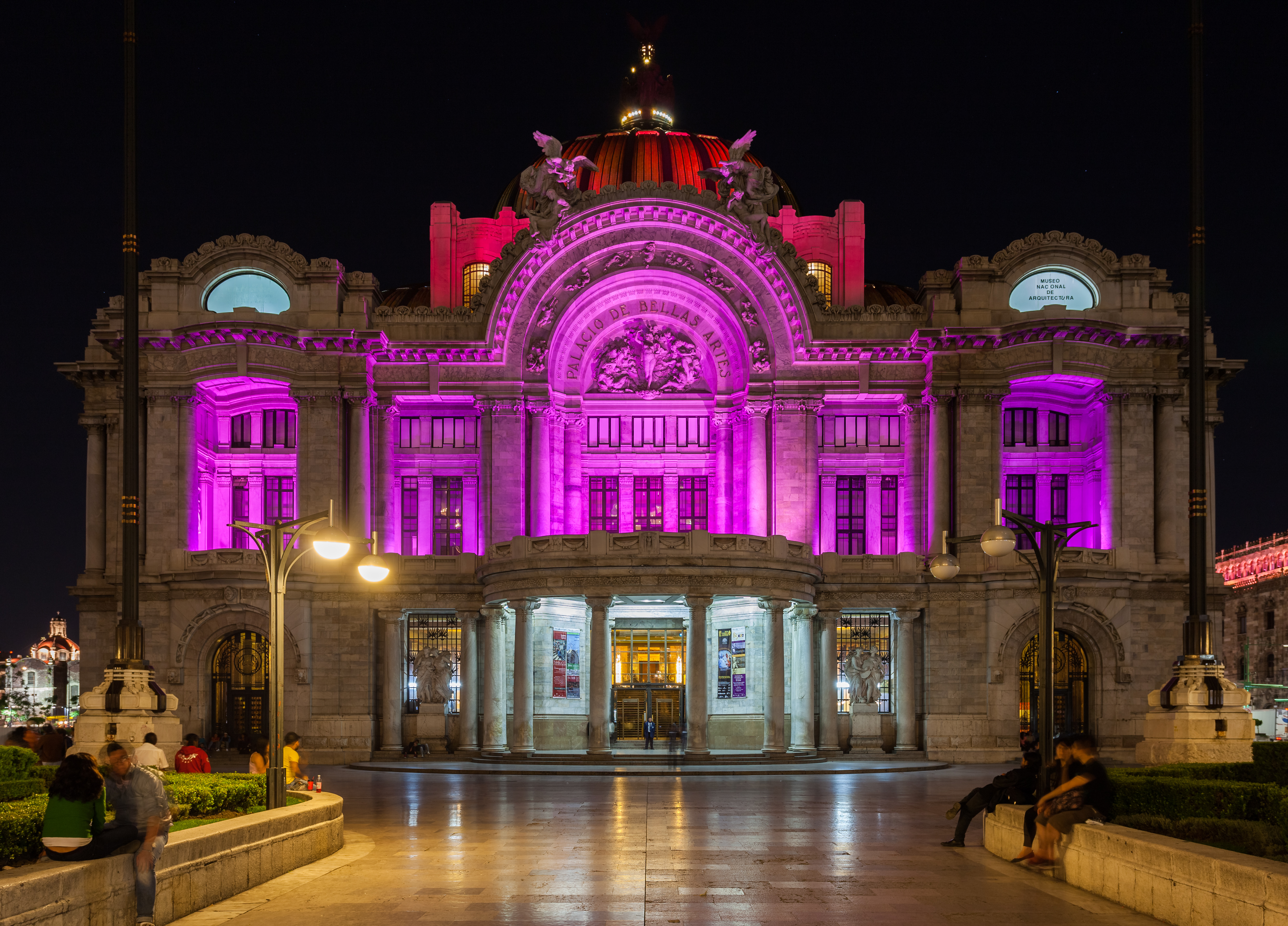
Vista nocturna con una iluminación en color.
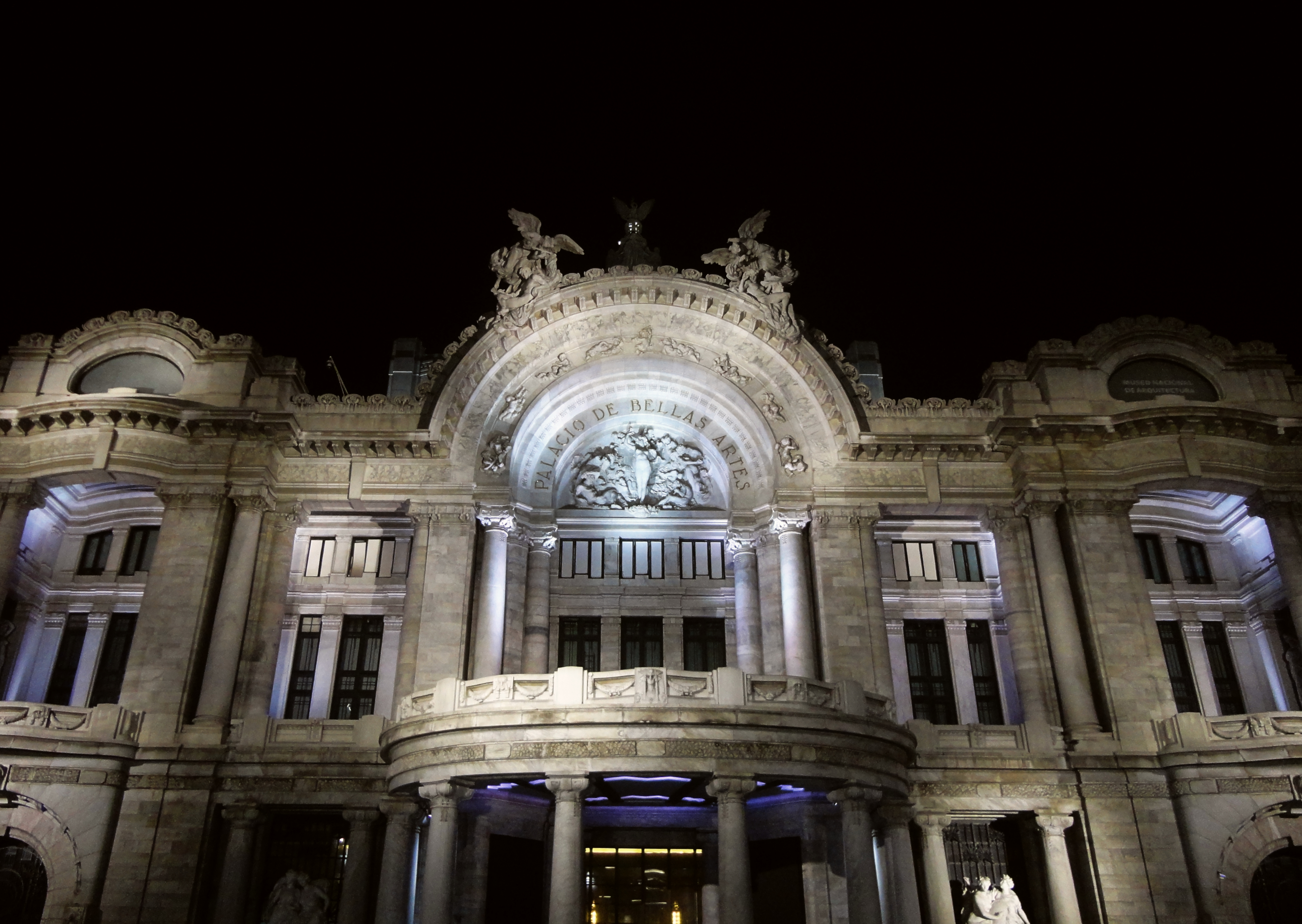
Detalles de la fachada.

## Servicios
- Estacionamiento
- Módulo de información
- Cafetería
- Librería
- Venta de discos
- Tienda de regalos